# トランス・ワールド航空843便大破事故
トランス・ワールド航空843便大破事故（トランス・ワールドこうくう843びんたいはじこ、TWA Flight 843）とは、1992年7月30日にアメリカ合衆国のジョン・F・ケネディ国際空港で発生した旅客機の離陸失敗事故。
アメリカの大手航空会社であったトランス・ワールド航空 (TWA) 843便（機種: ロッキード L-1011、機体記号: N11002）が、スティックシェイカーの誤作動とパイロットエラーによって離陸に失敗した。離陸失敗後、機体はハードランディングによる火災によって胴体後半部が大破したが、乗客・乗員は直ぐに脱出して11名の負傷者を出したのみで全員生還した。

## 事故機

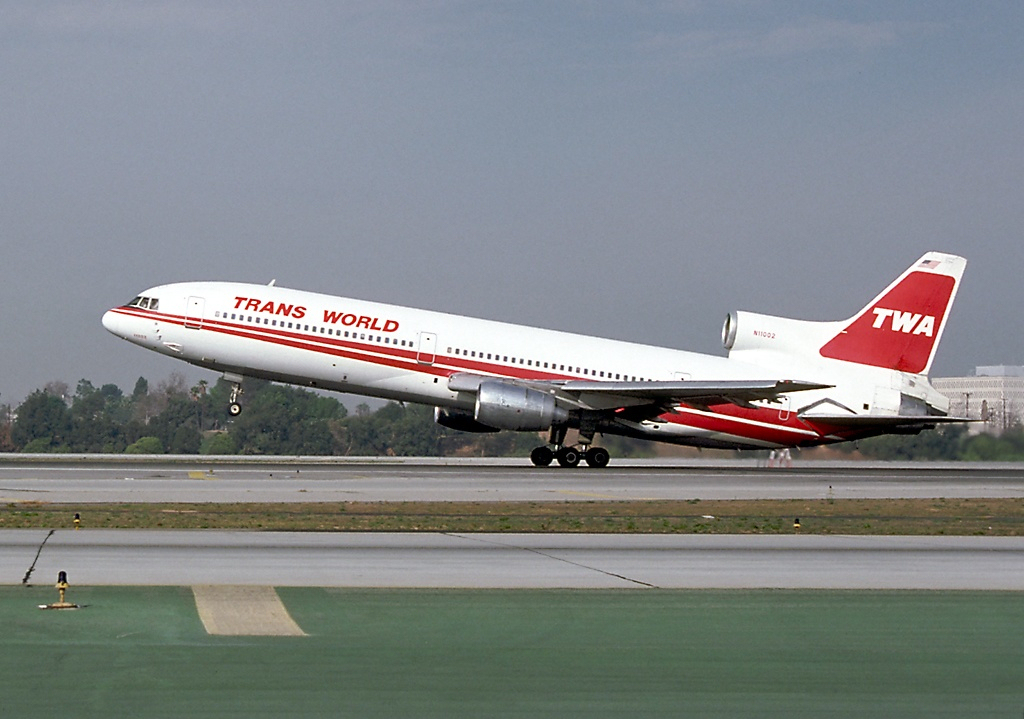
事故機のトライスター

アメリカ東部夏時間 (EDT) の1992年7月30日午後5時41分、ニューヨークのジョン・F・ケネディ国際空港でトランス・ワールド航空 (TWA) の843便が離陸に失敗した。
当該機には280人の乗客（非番の客室乗務員5名を含む）と12人の乗員（パイロット3名、客室乗務員9名）が搭乗していた。843便はジョン・F・ケネディ国際空港からカリフォルニア州のサンフランシスコ国際空港へ向かう予定であった。

## 事故の概要

### 失速警報装置の作動
事故時は副操縦士が操縦を担当していた。離陸滑走をして車輪が地面を離れた直後に、突然スティックシェイカー（失速警報装置）が作動した。
スティックシェイカーは、対気速度と迎え角の関係が一定条件になると操縦桿が振動して操縦者に知らせる装置である。これはその後発生するであろう失速を予告し操縦者に適切な処置を促すものであり、まだ失速状態に入っていない状態で失速を警告する。843便は失速するまでにはまだ余裕があり、緊急事態を察知した副操縦士は、慌てて操縦を機長に手渡した。機体はすでに少し浮上していたが、機長は滑走路の端に到達するまでに停止できると考え、離陸の中断を決定し、エンジンの推力を絞った。機体は 16フィート (4.9 m) 浮上しただけだった。
しかし、ほとんどの燃料が残っている状態の機体は許容着陸重量をおよそ 71,000ポンド (32,000 kg) オーバーしており、さらに着地時の降下率が降着装置の許容する 6フィート毎秒 (1.8 m/s) を上回る 14フィート毎秒 (4.3 m/s) であったためハードランディングとなった。これにより右主翼付け根と右主脚間のリアスパーが破損し、中の燃料が漏れ出たため火災が発生した。
機体は着地点からおよそ1,500メートル先の滑走路左側で停止した。

### 緊急脱出

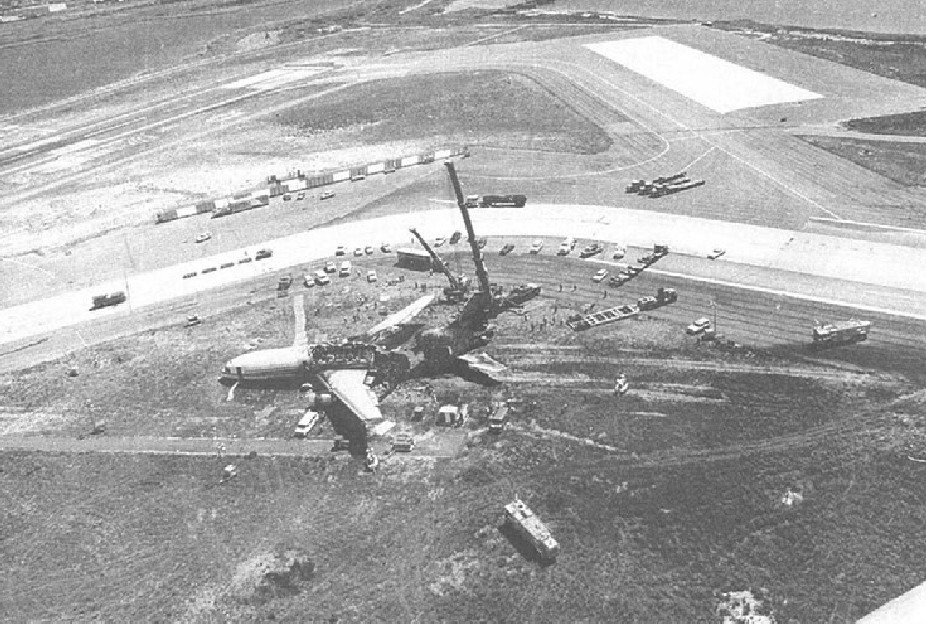
火災が発生し炎上した事故機の残骸

機体停止後、客室乗務員はすぐに乗客たちを機外に避難させた。脱出には機体の左側の前から1番目と2番目のドアと、右側の前から1番目のドアの3つのドアが使用された。他のドアは火災が激しく危険なため使用されなかった。
およそ90秒間で乗客全員が緊急脱出することに成功した。正規の客室乗務員のほかに、非番で同乗していたTWA社員らが協力して乗客の緊急脱出を指示した。死亡者はなく、負傷者は11人であった（うち、10人が軽傷、1人が骨折）。

## 事故の原因
国家運輸安全委員会は、この事故の原因は、不具合が検出されなかった失速警報システムの設計上の欠陥、失速警報システムの反復的な誤動作を修正するTWAのメンテナンスプログラムの不具合、および機長と副操縦士の間の不十分な調整により、誤った失速警報に対する不適切な対応が生じたことであると決定した。
失速警報装置の誤作動
事故の調査で、失速警報装置は迎角センサーの故障により誤作動していたことがわかった。失速警報装置は迎角センサーが感知した気流の変化によって作動する。しかし、その迎角センサーが故障していたため、スティック・シェイカーが誤作動し、パイロットたちは失速警告だと信じてしまったことが原因となった。
察知できなかった誤作動
装置が誤作動しているということは、コックピットの計器に表示される。迎角センサーが誤作動していることも計器に表示されていた。しかし、誤作動を知らせる表示はパイロットたちにとっては見えにくいものでもあり、表示されていることをパイロットは確認できなかった。また、迎角センサーの誤作動だとは限らないため、パイロットは本当に失速すると信じ込み、離陸中断を決定していた。ただし、それでも機体の傾き状態からして、失速にはならないのはよく注意すればわかるはずであったため、パイロットたちの注意不足も原因の一つであるといわれている。